# Francisco Santos (Mathematiker)
Francisco Santos Leal  (* 28. Mai 1968 in  Valladolid) ist ein spanischer Mathematiker. Er befasst sich mit diskreter und kombinatorischer Geometrie, geometrischer und topologischer Kombinatorik und reeller algebraischer Geometrie.

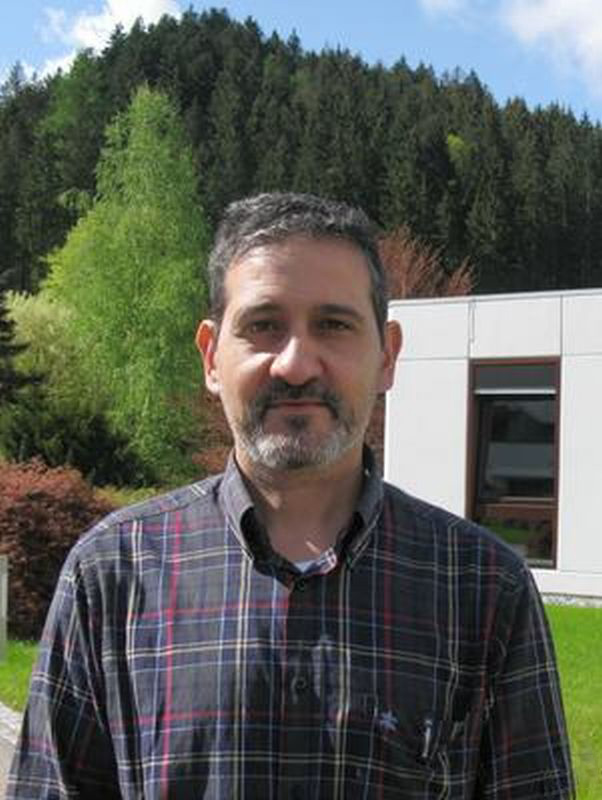
Francisco Santos, Oberwolfach 2012

## Leben
Santos erhielt 1991 das Lizenziat in Mathematik (Diplom) an der Universidad de Cantabria in Santander (und 1996 auch ein Lizenziat in Physik) und die Maitrise en Mathématiques Pures der Universität Grenoble I. 1995 wurde er an der Universidad de Cantabria bei Tomás Recio promoviert (Geometría Combinatoria de Curvas Algebraicas y Diagramas de Deluanay en el Plano).  1996 war er als Post-Doktorand an der University of Oxford. Seit 1997 war er Titularprofessor und seit 2008 ordentlicher Professor für Geometrie und Topologie an der Universidad de Cantabria.
2001 und 2007/08 war er Gastprofessor an der University of California, Davis, 2003 am MSRI und 2008 an der École normale supérieure.
Santos widerlegte die lange offene Hirsch-Vermutung (Warren M. Hirsch, 1957) für Polytope P, mit n Seiten (der Dimension d-1) und Dimension d:
{\displaystyle \delta (P)\leq n-d}.
Der Durchmesser {\displaystyle \delta (P)}  ist über den zugehörigen Graphen des Polytops definiert (als maximaler Abstand der Ecken). Beispielsweise hat ein dreidimensionaler Würfel P n=6, d=3 und {\displaystyle \delta (P)=3}
Er fand 2010 ein Gegenbeispiel mit d=38, n=76 und Durchmesser {\displaystyle \delta (P)=39}. Er fand sogar eine Familie unendlich vieler Polytope, die die Hirsch-Vermutung verletzten (Nicht-Hirsch-Polytope), und sogar in jeder Dimension. Sie erfüllen {\displaystyle \delta (P)\sim (1+\epsilon )n}, wobei der bisher beste Wert {\displaystyle \epsilon ={\frac {1}{43}}} ist (2010).
Die Hirsch-Vermutung hat Anwendungen in der linearen Optimierung (speziell auf die Frage, ob der Simplex-Algorithmus polynom-zeitlich ist). Das ursprüngliche Problem wurde von Hirsch in einem Brief an George Dantzig gestellt in Zusammenhang mit dem Simplex-Verfahren.
2015 erhielt er für die Widerlegung der Hirsch-Vermutung den Fulkerson-Preis. 2006 war er Invited Speaker auf dem Internationalen Mathematikerkongress in Madrid. Seit 2016 ist Santos Einstein Visiting Fellow an der Freien Universität Berlin.

## Schriften
- mit E. D. Kim: An update on the Hirsch conjecture. In: Jahresbericht der Deutschen Mathematiker-Vereinigung. Band 112, 2010, S. 73–98, doi:10.1365/s13291-010-0001-8
- A counter-example to the Hirsch conjecture. In: Annals of Mathematics. Band 176, 2012, S. 383–412, doi:10.4007/annals.2012.176.1.7